# カイラーノ
カイラーノ（伊: Cairano）は、イタリア共和国カンパニア州アヴェッリーノ県にある、人口約300人の基礎自治体（コムーネ）。

## 地理

### 位置・広がり

#### 隣接コムーネ
隣接するコムーネは以下の通り。括弧内のPZはポテンツァ県所属を示す。
- アンドレッタ
- カリトリ
- コンツァ・デッラ・カンパーニア
- ペスコパガーノ (PZ)